# 狗寶
狗寶是一种中藥藥材，别名狗结石、狗黄金、金蛋子，是狗隻體內的胃、胆、肾或膀胱的结石，呈圆球状或椭圆球状。其味甘咸性平，功效降逆气、开郁结、消积、解毒。《本草纲目》指「狗宝生癞狗腹中，状如白石，带青色，其理层叠，亦难得之物也。」

## 簡介
- 【拼音名】gǒu bǎo.
- 【英文名】Stone of a Dog's Gallbladder, Kidney or Bladder.
- 【別名】狗結石、狗黃金、金蛋子。
- 【拉丁植物動物礦物名】Canis familiaris Linnaeus.
- 狗寶為傳統中醫藥材，自古與牛黃、馬寶並譽為"三寶"。

## 性狀屬性
狗寶呈圓球形或橢圓形，大小不一，一般直徑1.5～5釐米。表面灰白色或灰黑色，略有光澤，有多數類圓形突起。質重，堅實而細膩，以指甲刻之可留痕跡。破而顯同心環狀層紋，近中心部位較疏鬆，但多不能分離。氣微腥，味微苦，嚼之有粉性而無砂性感覺。一般一個狗寶除去核心重約2～7克。以色白細膩、指甲劃之有痕跡、斷面有層紋者為佳。

## 來源識別
犬科動物犬Canis familiaris L的胃中結石。據資料報導，9%一10%的狗有狗寶，只是因為人們不會或不注意識別有狗寶的狗而未能摘取狗寶。 
狗寶多產於病狗，這些病狗常有以下特徵：
- (1)狗寶是逐漸形成的，所以年齡越大的狗有狗寶的可能性越大，而且采到的狗寶越大，價值也越高；
- (2)體質瘦弱乏力，不願行走，坐臥不安;
- (3)體溫高，長期發燒，似病非病；
- (4)毛髮雜亂無章，蓬鬆如草，無光澤，甚至毛髮大量脫落，逐漸光禿;
- (5)眼睛暗淡無光，結膜發紅而久治不愈；
- (6)日食量少，進食無規律，而且挑剔;
- (7)喜歡大量飲水，特別愛喝鹽水；
- (8)日常煩躁不安，夜間常自動發出低沉的呻吟和哀嚎。

有上述特徵的狗，狗病死後，胃若有石頭樣硬塊物，即為狗寶。